# Codificación civil en México
La codificación civil en México es un fenómeno, que da inicio en el siglo XIX, mediante el cual se da la creación y expedición de cuerpos legales que contienen un conjunto ordenado y sistematizado de normas jurídicas para regular el derecho civil mexicano. 
El proceso de codificación se divide en diversas etapas, en un principio coincidentes con los cambios de regímenes políticos en México. Es a partir de 1870 que las etapas de la codificación civil dejan de coincidir con las etapas políticas de México.

## Vida independiente de México

Sello de Gobierno del Primer Imperio Mexicano, que tuvo la intención de hacer un código civil, pero no el tiempo

Durante la vida colonial de México, el derecho civil no estaba regulado en un código. Su regulación se hacía por medio de distintos ordenamientos españoles, de carácter diverso y de distinta jerarquía. Dado que al momento de independizarse no se había promulgado ningún código sobre la materia, son estos los ordenamientos que regían en México, en los inicios de su vida como nación independiente. 
La Junta Provisional Gubernativa del Imperio Mexicano tomo en cuenta esta situación y formó una comisión, que auxiliaría al congreso, para la redacción de un código civil. Si bien fue un tema de preocupación, esta comisión no alcanzó a redactar el proyecto de código civil.

## Etapa federalista

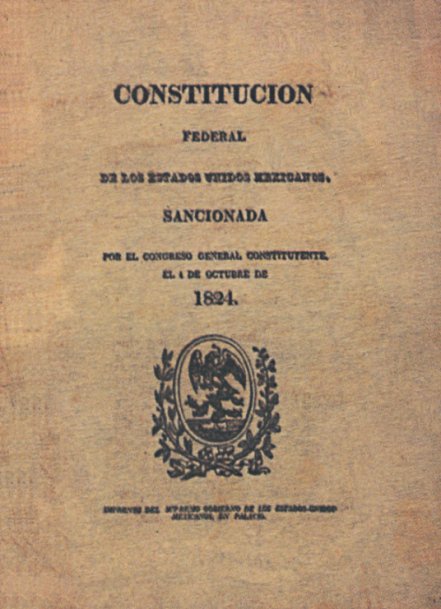
Con la Constitución 1824 se dio pie a que México iniciara sus Códigos civiles

Con la promulgación de la Constitución de 1824 da inicio la primera etapa federal de la nación mexicana. Dado que esta no otorgaba la facultad de legislar sobre la materia civil al congreso, se entendía que esta facultad se encontraba reservada a los estados que conformaban la nación. Es por esto que comienzan algunos estados a realizar proyectos y es en este escenario que se da el primer código civil en México: el Código Civil de Oaxaca.

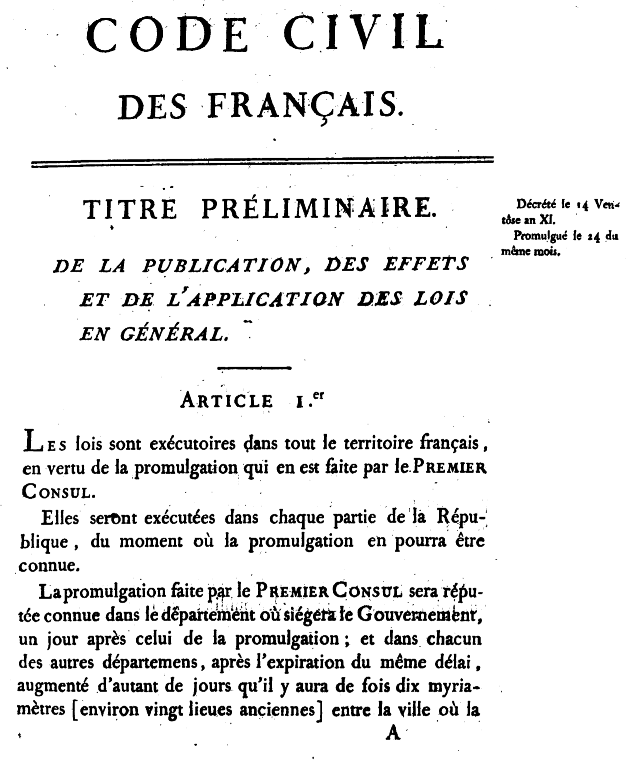
El Código de Napoleón inspiró al Código Civil de Oaxaca

El Código Civil de Oaxaca se promulga entre 1827 y 1829ː en 1827, las disposiciones preliminares y su libro primero; en 1828, el libro segundo y 1829 el último libro. Este código tiene como principal influencia el Código Napoleón de Francia. 
Este no es el único trabajo de codificación civil que se da en esta etapa. En 1829 Zacatecas público un proyecto de código civil, para ponerlo a discusión, aunque nunca entró en vigor. En 1833 Jalisco el proyecto de la parte primera de su código civil. Por último, Guanajuato organizó un concurso que premiaría al que presentara el mejor proyecto de código civil. 
Esta primera etapa de creación de códigos, por parte de los estados, tiene fin con el establecimiento de las Siete Leyes en 1836.

## Etapa centralista
La etapa centralista estuvo caracterizada por conflictos tanto internos, como externos. Estos conflictos no hicieron posible que continuara el desarrollo de la codificación civil en México.
El establecimiento del sistema centralista por las Siete Leyes de 1836, transformó el régimen político del país, quitando toda soberanía a los estados y transformándolos en departamentos. De aquí se sigue que, aunque expresamente no tuviera el Congreso General la facultad de legislar sobre la materia, este era el único que podía hacerlo. 
Son las Bases Orgánicas de 1843 las que se refieren al tema en su artículo 187. En este establecen que los códigos civiles y criminales serán unos mismos para toda la nación.
Ningún ordenamiento civil alcanza fuerza obligatoria durante esta época, por lo que seguían observándose las disposiciones españolas.  
Los mayores esfuerzos codificadores fueron llevados a cabo por particulares. Estos tomaban como fuentes el derecho hispano. Entre ellos se encuentran la Redacción del Código Civil de México  de Vicente González Castro y las Pandectas Hispano-Mejicanas de Juan Rodríguez de San Miguel.
Como intentos por parte del gobierno solo se encuentran los de Mariano Riva Palacio, que en 1845 organizó un concurso para que se premiara al mejor proyecto de código civil y, en ese mismo año, encargó a una comisión la tarea de realizar un proyecto de código civil.

## Segunda etapa federalista y la dictadura de Santa Anna
En 1846 dejan de regir las Bases Orgánicas y se da el regreso de la Constitución de 1824, con eso el regreso del sistema federalista y de la facultad de los estados de legislar en materia civil.
Oaxaca de nuevo toma la iniciativa y crea un nuevo código civil que entra en vigor en 1853.  Sin embargo, con el inicio de la dictadura de Santa Anna, este código fue derogado. 
Durante la etapa de la dictadura de Santa Anna no se realizó ningún esfuerzo codificador sobre la materia.

## Constitución de 1857 y Segundo Imperio Mexicano

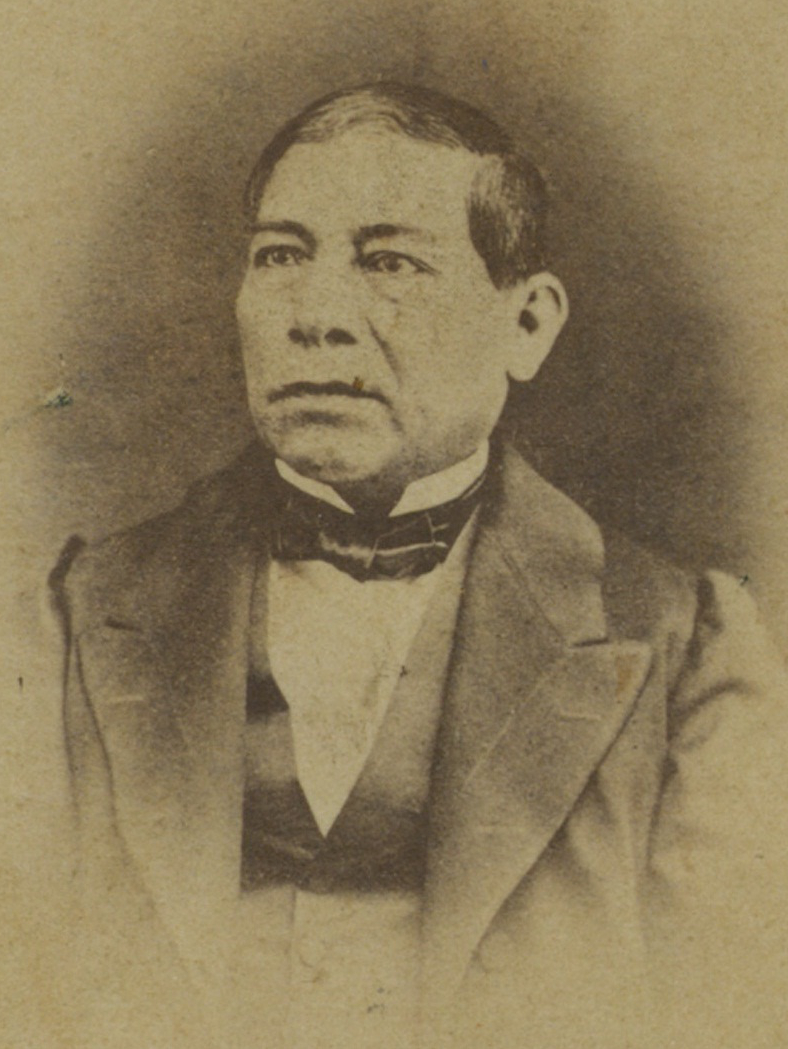
Benito Juárez pidió a Justo Sierra se encargara de hacer un código civil

Con la caída de Santa Anna y la promulgación de la Constitución de 1857 se da el regreso al sistema federal. Esta constitución, al igual que la de 1824, consagraba la posibilidad de que fueran los estados aquellos que pudieran legislar sobre la materia civil. 
En esta época el presidente Benito Juárez encargó a Justo Sierra la realización de un proyecto de código civil. Justo Sierra realizó el proyecto, teniendo como principales influencias el Código Napoleón y el proyecto de Código Civil Español de Florencio García Goyena. Se buscaba que este proyecto fuera adoptado por todos los estados, pero solo lo adoptó Veracruz en diciembre de 1861. 

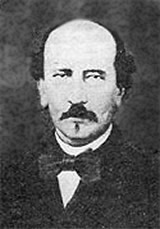
Jesús Terán trató de hacer el Código Civil con Juárez y con Maximiliano

El Ministro de Justicia de esa época, Jesús Terán, formó una comisión encargada de hacer una revisión al proyecto de Justo Sierra en 1862. Al llegar Maximiliano de Habsburgo a México, esta comisión pasa a formar parte de su gobierno y sigue su trabajo a sus órdenes. Durante el Imperio, se promulgaron dos libros que resultaron del trabajo realizado por esta comisión en julio de 1865. Los otros dos libros que contenía, ya no pudieron publicarse debido a la caída del Imperio.

## Código de 1870
Con el triunfo liberal y la estabilidad del gobierno, se consolida el movimiento codificador y se da la estabilidad necesaria para poder llevar a cabo la creación de un código civil. 
La materia civil continuó siendo una materia reservada a los estados, por lo que Veracruz y Zacatecas, en 1868, y el Estado de México, en 1870, promulgan sus códigos civiles. 
En cuanto a la federación, esta forma una comisión en 1868, que retoma el trabajo hecho por la comisión redactora del Código del Imperio y expide en 1870 el Código civil para el Distrito Federal y el Territorio de la Baja California. Una vez expedido, este código fue adoptado por casi todos los estados, muchos de estos sin hacer modificaciones.
El Código de 1870 presenta como influencia no solo al proyecto de Justo Sierra y al Código del Imperio, en él también se encuentra la influencia del Código portugués y de la Ley Hipotecaria española de 1869.
En su contenido, destacan la regulación del divorcio por separación y la institución de “la legítima”, esta última otorgaba a ascendientes y descendientes del de cujus una proporción del caudal hereditario, aunque no se les hubiere instituido herederos.

## Código de 1884

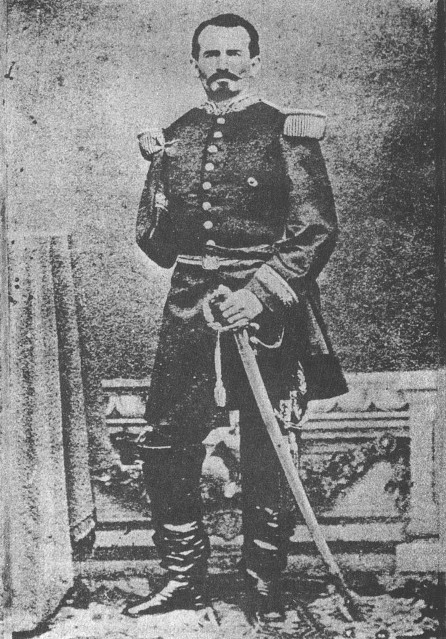
Manuel González expidió el código de 1884

Lo que comenzó siendo una comisión para reformar al Código de 1870, impulsada por el presidente Manuel González, terminó siendo la expedición de un nuevo código el 31 de marzo de 1884. 
Sus disposiciones son muy parecidas a las del código de 1870. Destacan entre las diferencias, la abolición de la “legítima” y con eso la institución de la libertad de testar, además del divorcio por mutuo consentimiento sin disolución del vínculo matrimonial.
Este código se ve severamente modificado por la Ley de Divorcio Vincular, publicada en 1914, la cual derogaba todas las disposiciones sobre divorcio y establecía que con el divorcio también se disolvía el vínculo matrimonial. Otra gran modificación se da por la Ley de Relaciones Familiares de 1917, la cual derogaba todo lo relacionado con el Derecho de Familia.

## Código de 1928

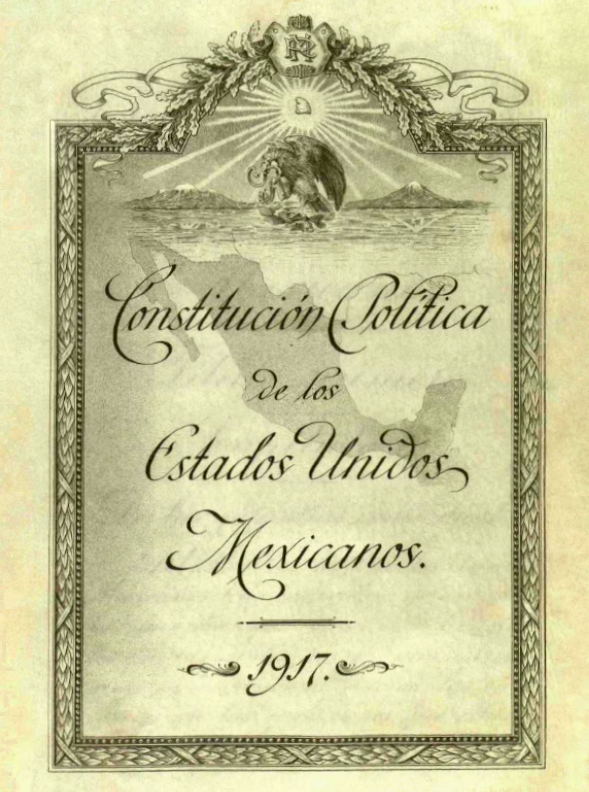
La Constitución de 1917 hizo necesaria la modificación del Código civil de 1884

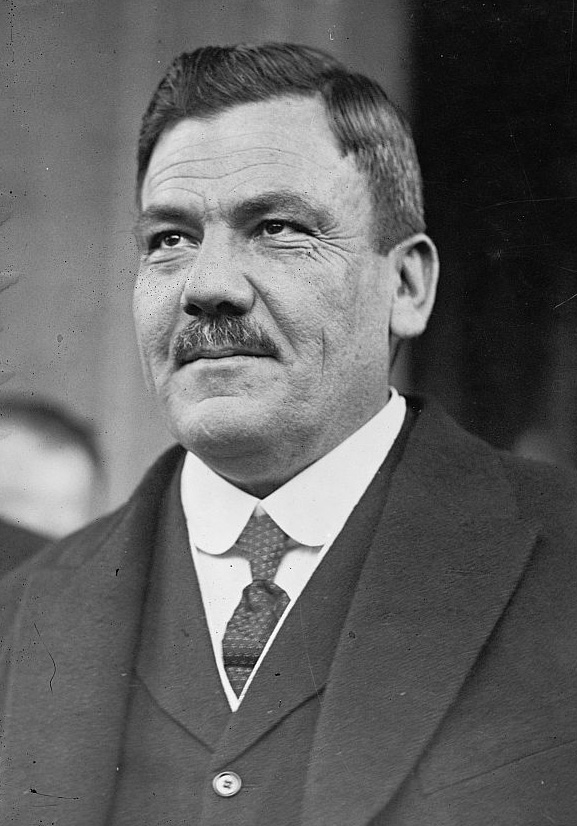
Plutarco Elías Calles promulgó el Código Civil de 1928

En el periodo presidencial de Plutarco Elías Calles, fue debido a los nuevos principios de la Constitución de 1917 que se hizo necesaria la revisión del Código de 1884. 
De esta forma se encarga este trabajo a una nueva comisión que presenta el proyecto en 1928 y en ese mismo año se promulga el Código civil para el Distrito y Territorios Federales en Materia Común y para toda la República en Materia Federal. No obstante, su entrada en vigor no se da sino hasta 1932 debido a la oposición de grupos conservadores y a la falta de la terminación de un Código de Procedimientos Civiles.
Este código tiene como influencias al Código de 1884 y a los códigos suizo, español, alemán, francés, ruso, chileno, argentino, brasileño, guatemalteco y uruguayo. Este código ha servido como fuente para muchos de los códigos de los demás estados que conforman la nación mexicana, aunque estos en pleno uso de su autonomía para legislar sobre esta materia, han realizado diversas modificaciones a las disposiciones de este.
Con el cambio de régimen político de los territorios federales de Baja California Sur y de Quintana Roo en 1974, el Código de 1928 pasa a ser Código civil para el Distrito Federal en materia común y para toda la República en materia federal.

## Código Civil Federal y Código Civil para el Distrito Federal
Anteriormente el Congreso de la Unión era aquel que creaba las leyes del Distrito Federal en todas sus materias. Sin embargo, a partir de 1986 comienzan a darse una serie de reformas que cambian el régimen político del Distrito Federal. Las más importantes para el tema, tienen lugar en 1994 y 1996. En 1986 se crea la Asamblea de Representantes del Distrito Federal, con facultades muy acotadas. En 1994 se reconoce al Distrito Federal como una entidad federativa y se amplían las facultades de la ALDF, que ahora se pasa a llamar Asamblea Legislativa del Distrito Federal. En 1996 quedan establecidas en la Constitución las facultades de la ALDF, entre estas se encontraba la civil. 
En el 2000 la ALDF expide un decreto que deroga, reforma y adiciona al Código civil de 1928. Con este decreto se da la separación del Código de 1928, que anteriormente se aplicaba para el Distrito Federal en materia común y para toda la república en materia federal. 
El Congreso de la Unión decidió, a su vez, dejar la subsistencia del Código de 1928 para la materia federal, dándose de esta forma el Código Civil Federal